# Curio Barbasetti di Prun
Curio Barbasetti di Prun (Orsara di Grezzana, 12 marzo 1885 – Verona, 4 dicembre 1953) è stato un generale italiano, veterano della prima guerra mondiale. All'entrata in guerra dell'Italia, avvenuta il 10 giugno 1940, comandava la 1ª Divisione fanteria "Superga" schierata sul fronte occidentale, passando quindi al comando del I Corpo d'armata di Torino. Nel marzo 1942 fu trasferito in Africa settentrionale come Capo di stato maggiore del Comando Superiore in Africa settentrionale, in sostituzione del generale Gastone Gambara entrato in forte disaccordo con il generale Erwin Rommel. Nel 1943 rientrò in Italia per assumere quindi il comando del XIV Corpo d'armata di stanza in Montenegro, sostituendo poi il generale Alessandro Pirzio Biroli in qualità di governatore della regione.

## Biografia
Proveniente dalla nobile famiglia dei conti di Prun, nacque a Orsara il 12 marzo 1885, figlio di Giovanni e Fulvia Bertoldi. Si arruolò nel Regio Esercito iniziando a frequentare come Allievo ufficiale la Reale Accademia Militare di Artiglieria e Genio di Torino, dalla quale uscì con il grado di sottotenente, assegnato all’arma di artiglieria. Fu promosso tenente il 30 giugno 1914 e dopo la prima guerra mondiale, in cui mentre prestava servizio presso la 9ª Divisione fu decorato con una Medaglia di bronzo al valor militare, rimase in servizio permanente effettivo. Dopo essere stato Capo di stato maggiore del Corpo d'Armata di Verona e di quello di Bolzano, fu per un periodo comandante del 18º Reggimento di artiglieria campale, e poi addetto militare presso l'Ambasciata d'Italia a Parigi. Nel 1936 fu promosso generale di brigata, ed assunse il comando di una brigata meccanizzata. Il 1 ottobre 1937 assunse la direzione della Scuola di Guerra, e il 7 maggio 1938 fu promosso generale di divisione.

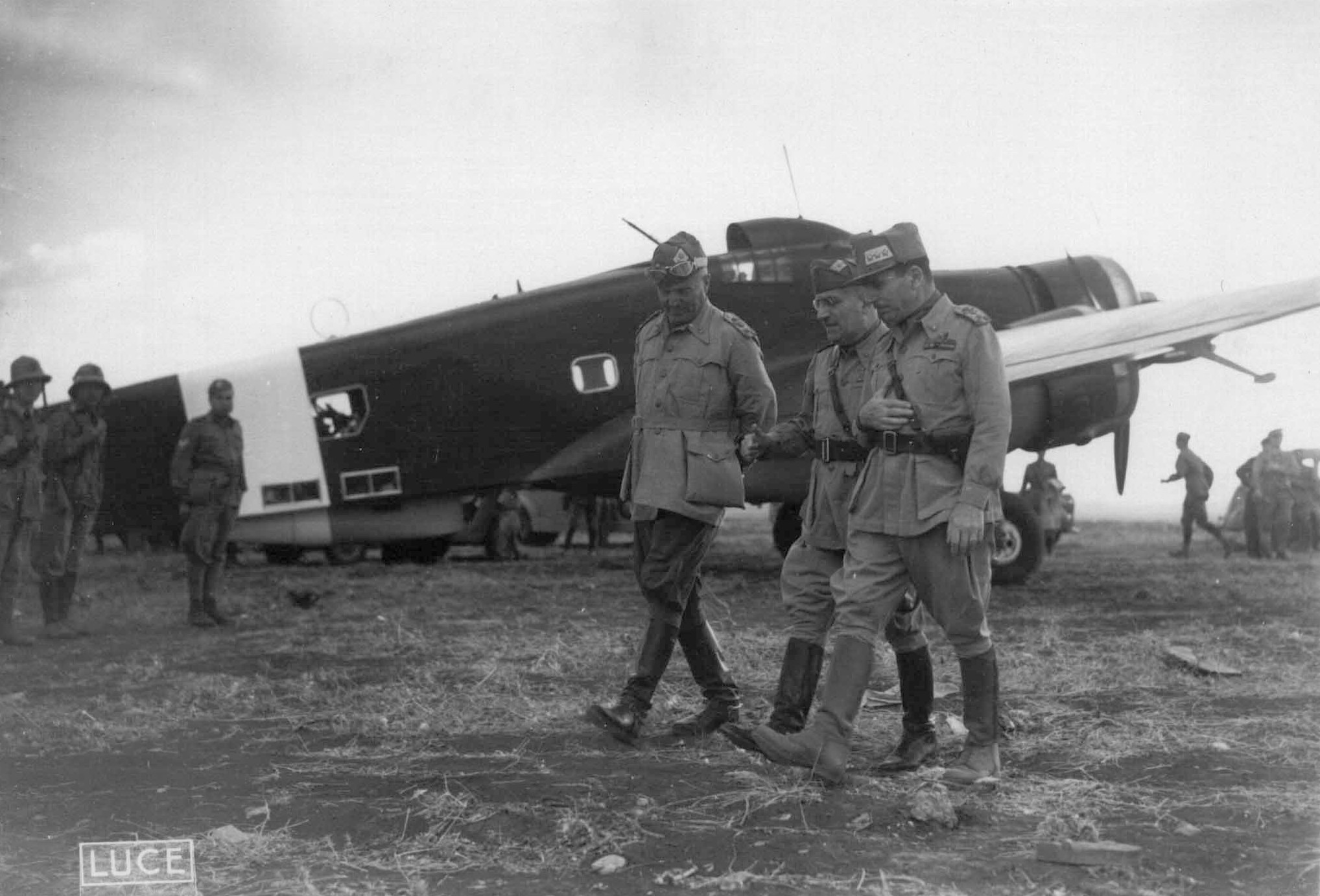
I generali Ugo Cavallero, Ettore Bastico e Curio Barbasetti di Prun impegnati in una discussione, fotografati su un campo d’aviazione in Libia nel 1942. Notare sullo sfondo un bombardiere Savoia-Marchetti S.79 Sparviero.

Nell'aprile 1939 assunse l’incarico di comandante della 1ª Divisione fanteria "Superga", e dopo l’entrata in guerra dell’Italia, avvenuta il 10 giugno 1940,  quale combatté sul fronte francese. Nel settembre dello stesso anno divenne comandante del I Corpo d'Armata con sede a Torino. Il 1 gennaio 1942 fu promosso generale di corpo d'armata, e il 3 marzo dello stesso anno fu nominato Capo di stato maggiore del Comando Superiore in Africa settentrionale, in sostituzione del generale Gastone Gambara, entrato in forte disaccordo con il comandante dell’Africa Korps generale Erwin Rommel. In seguito alla nuova organizzazione della struttura gerarchica modificata dal generale Ugo Cavallero,  fu posto a capo del Delease, la Delegazione del Comando supremo militare italiano in Africa Settentrionale, interlocutore di Rommel durante la campagna in Africa settentrionale fino al 1943. Rientrato in Italia fu destinato ad assumere il comando del XIV Corpo d'armata, di stanza in Jugoslavia e il 9 luglio 1943 fu nominato governatore del Montenegro in sostituzione del generale Alessandro Pirzio Biroli. Dopo la proclamazione dell’armistizio di Cassibile fu fatto prigioniero dai tedeschi e trasferito in un campo di prigionia. Nel 1945 fu liberato dai sovietici, ma fu trattenuto in Ucraina fino all'ottobre dello stesso anno, quando gli fu permesso di rientrare in Italia. Si spense il 4 dicembre 1953.

### Annotazioni
1. ↑  In seguito divenne marito della contessa Maria Pia Manzoni (1892).

### Fonti
1. ↑  Boschesi 1975, pp. 32-33.
2. ↑  Gazzetta Ufficiale del Regno d’Italia n.14 del 19 gennaio 1915, pag.356.
3. ↑  Pettibone 2010, p. 20.
4. ↑  Pettibone 2010, p. 151.
5. ↑  Biography of Lieutenant-General Curio Count Barbasetti di Prun
6. ↑  Pettibone 2010, p. 78.
7. ↑  Pettibone 2010, p. 72.
8. ↑  Tomasevich 2002, p. 145.
9. ↑  Pettibone 2021, p. 84.
10. 1 2 3  Sito web del Quirinale: dettaglio decorato.
11. ↑  Gazzetta Ufficiale del Regno d’Italia n.224 del 22 settembre 1920, pag.2905.
12. ↑  Gazzetta Ufficiale del Regno d’Italia n.225 del 26 settembre 1935, pag.22.
13. ↑  Gazzetta Ufficiale del Regno d’Italia n.178 del 30 luglio 1941, pag.22.
14. ↑  Gazzetta Ufficiale del Regno d’Italia n.222 del 24 settembre 1926, pag.4190.
15. ↑   Bollettino ufficiale delle nomine, promozioni e destinazioni negli ufficiali e sottufficiali del R. esercito italiano e nel personale dell'amministrazione militare, 1941,  p. 83. URL consultato il 22 agosto 2019.
16. ↑  Bollettino Ufficiale 17 gennaio 1936, dispensa 3ª, pag.75, registrato alla Corte dei Conti lì 15 gennaio 1936, registro 2, foglio 35.